# بانفيلو إسكوبار
بانفيلو إسكوبار (بالإسبانية: Pánfilo Escobar) هو مدرب كرة قدم ولاعب كرة قدم باراغواياني في مركز الدفاع، ولد في 7 سبتمبر 1974 في لوكي في باراغواي. شارك مع منتخب باراغواي لكرة القدم. أما مع النوادي، فقد لعب مع ديبورتيس كوينديو وريفر بليت وسبورتيفو لوكوينو ونادي خنرال دياز ونادي غواراني وناسيونال أسونسيون.

## وصلات خارجية
- بانفيلو إسكوبار على موقع قاعدة بيانات كرة القدم.إي يو (الإنجليزية)
- بانفيلو إسكوبار على موقع ناشيونال فوتبول تيمز (الإنجليزية)